# Boljetin (Zvečan)
Pour le village de Serbie centrale, voir Boljetin.
Boletin en albanais et Boljetin en serbe latin (en serbe cyrillique : Бољетин) est une localité du Kosovo située dans la commune/municipalité de Zvečan/Zveçan, district de Mitrovicë/Kosovska Mitrovica. Selon des estimations de 2009 comptabilisées pour le recensement kosovar de 2011, elle compte 43 habitants, tous albanais.

## Histoire
Sur le territoire du village se trouve le monastère orthodoxe serbe de Sokolica, construit au XIVe siècle et inscrit sur la liste des monuments d'importance exceptionnelle de la république de Serbie.

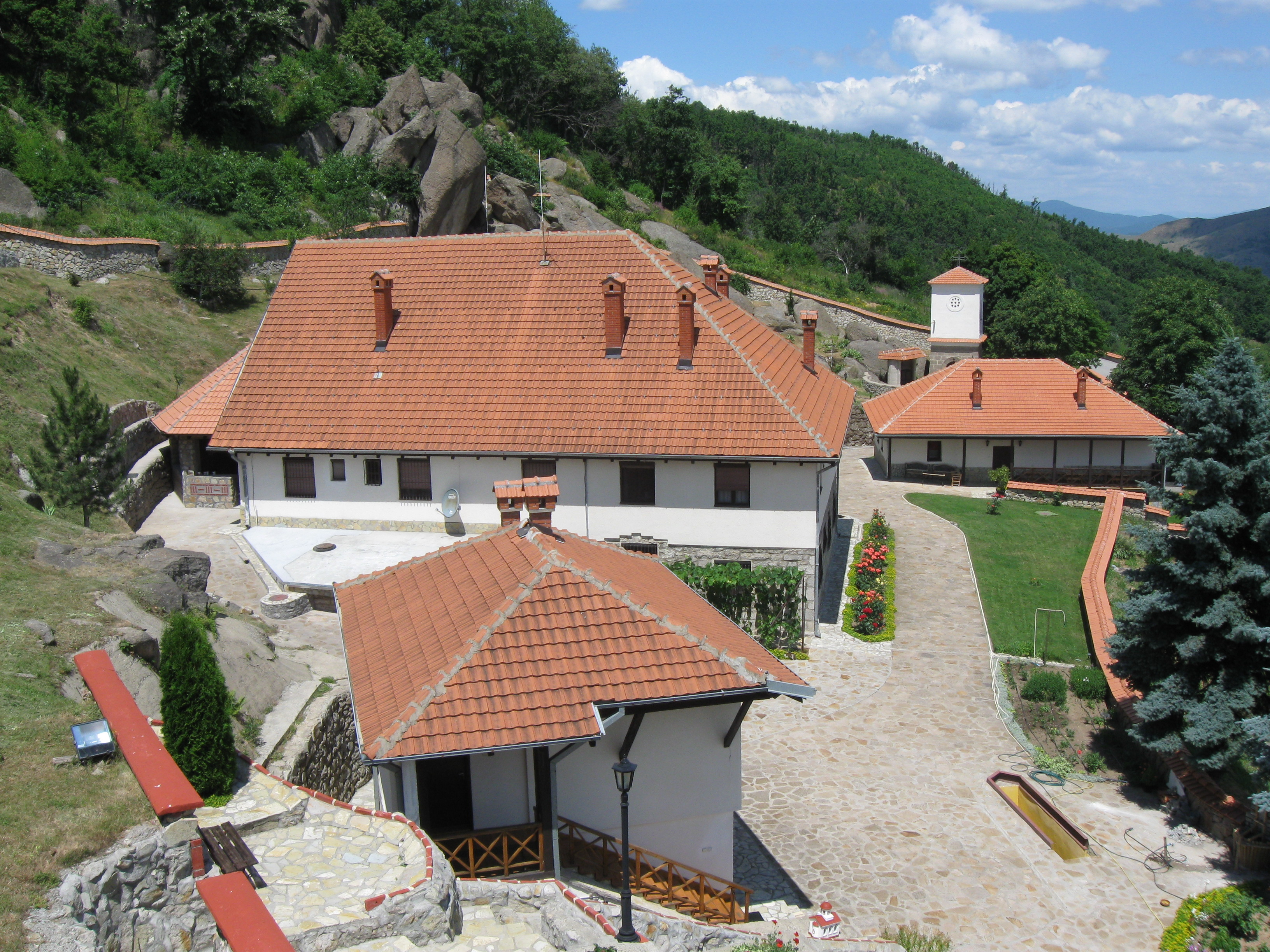
Le monastère de Sokolica
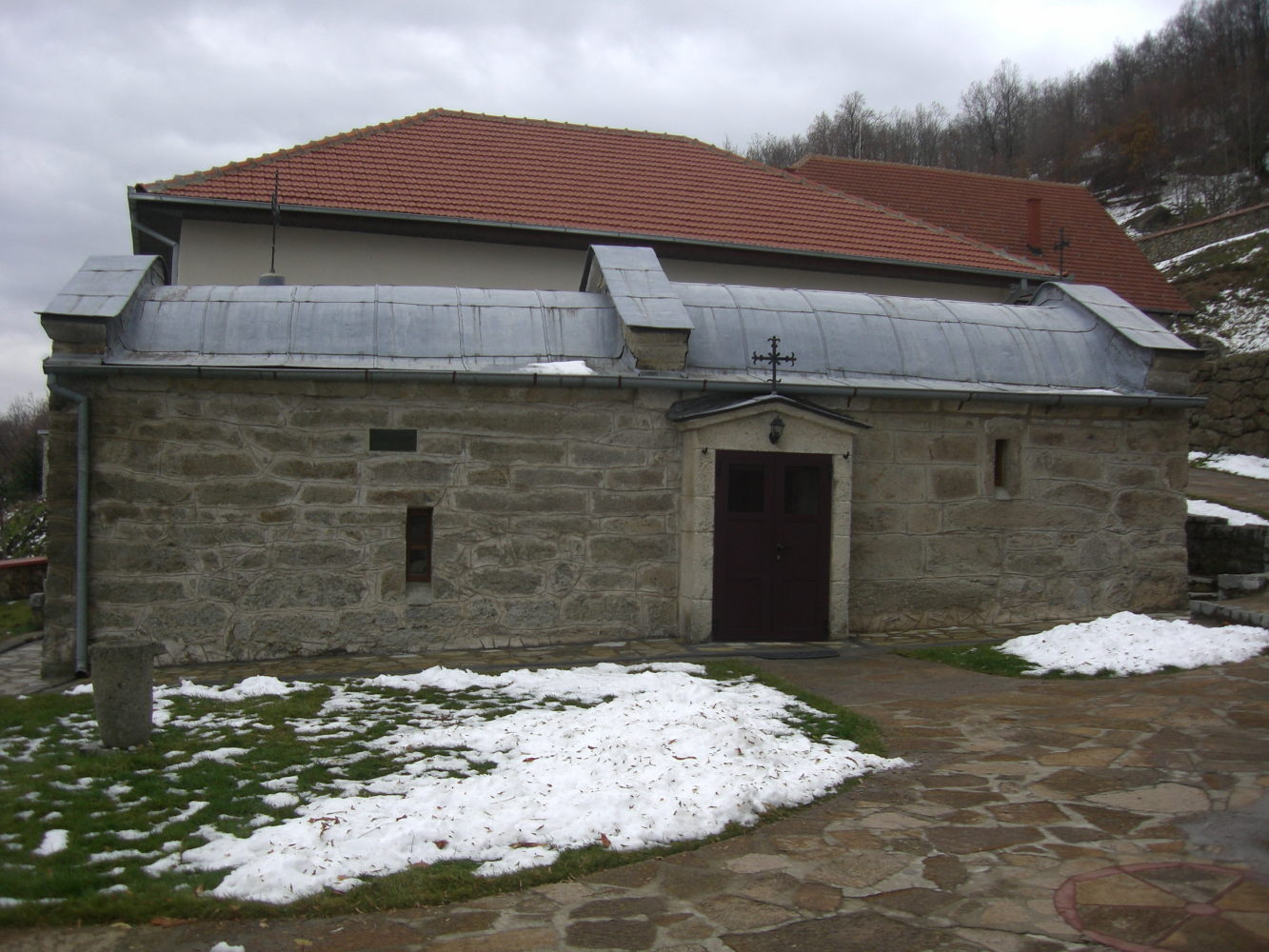
L'église du monastère

## Démographie

### Évolution historique de la population dans la localité
| 1948 | 1953 | 1961 | 1971 | 1981 | 1991 | 2009 |
| ---- | ---- | ---- | ---- | ---- | ---- | ---- |
| 279  | 301  | 297  | 311  | 223  | 267  | 43   |

|  |